# Torneo Femenino Clausura 2006 (Argentina)
El Torneo Femenino Clausura 2006 fue la vigésima edición del Campeonato Femenino de Fútbol organizado por la Asociación del Fútbol Argentino. Participaron diez equipos y el campeón fue Boca Juniors.

## Equipos participantes
| Equipo                  | Ciudad        |
| ----------------------- | ------------- |
| Boca Juniors            | Buenos Aires  |
| Estudiantes (LP)        | La Plata      |
| Excursionistas          | Buenos Aires  |
| Gimnasia y Esgrima (LP) | La Plata      |
| Huracán                 | Buenos Aires  |
| Independiente           | Avellaneda    |
| Lugano                  | Buenos Aires  |
| Platense                | Vicente López |
| River Plate             | Buenos Aires  |
| San Lorenzo             | Buenos Aires  |

## Tabla de posiciones
| Pos. | Equipo                  | Pts. | PJ | PG | PE | PP | GF | GC | Dif. |
| ---- | ----------------------- | ---- | -- | -- | -- | -- | -- | -- | ---- |
| 01.º | Boca Juniors            | 25   | 9  | 8  | 1  | 0  | 35 | 3  | 32   |
| 02.º | San Lorenzo             | 23   | 9  | 7  | 2  | 0  | 23 | 1  | 22   |
| 03.º | River Plate             | 18   | 9  | 6  | 0  | 3  | 34 | 11 | 23   |
| 04.º | Gimnasia y Esgrima (LP) | 17   | 9  | 5  | 2  | 2  | 24 | 6  | 18   |
| 05.º | Lugano                  | 15   | 9  | 4  | 3  | 2  | 10 | 14 | −4   |
| 06.º | Independiente           | 13   | 9  | 4  | 1  | 4  | 26 | 18 | 8    |
| 07.º | Estudiantes (LP)        | 10   | 9  | 3  | 1  | 5  | 12 | 25 | −13  |
| 08.º | Huracán                 | 6    | 9  | 2  | 0  | 7  | 8  | 33 | −25  |
| 09.º | Platense                | 3    | 9  | 1  | 0  | 8  | 4  | 51 | −47  |
| 10.º | Excursionistas          | 0    | 9  | 0  | 0  | 9  | 0  | 14 | −14  |

|  | Boca Juniors Campeón. |

## Resultados

### Fecha 1
|  | Lugano | 1 - 0 | Excursonistas |  |  |

| 11 de mayo de 2006 | River Plate            | 1 - 2   | Boca Juniors | River Plate, Ezeiza, |  |
|                    | Mercedes Pereyra (1°T) | Reporte | - · -        |                      |  |

|  | Independiente | 6 - 0 | Huracán |  |  |

|  | Estudiantes (LP) | 1 - 1 | Gimnasia y Esgrima (LP) |  |  |

|  | Platense | 0 - 9 | San Lorenzo |  |  |

### Fecha 2
|  | San Lorenzo | 0 - 0 | Lugano |  |  |

|  | Gimnasia y Esgrima (LP) | 14 - 2 | Platense |  |  |

|  | Huracán | 2 - 3 | Estudiantes (LP) |  |  |

|  | Boca Juniors | 5 - 0 | Independiente |  |  |

| 14 de mayo de 2006 | Excursionistas | 0 - 6   | River Plate                                                                                     | Alte. Brown, |  |
|                    |                | Reporte | Mercedes Pereyra (1°T) · Chechu Acevedo (1°T) · Joy Cáceres (1°T) (2°T) · María Pía Gómez (1°T) |              |  |

### Fecha 3
| 20 de mayo de 2006 | River Plate                                                                                              | 6 - 1   | Lugano | River Plate, Ezeiza, |  |
|                    | Nadia Lavarda 31' · Andrea Arce 48' · Joy Cáceres 58' · Alejandra Giménez 60' · Mercedes Pereyra 87' 90' | Reporte | -      |                      |  |

|  | Independiente | 1 - 0 | Excursionistas |  |  |

|  | Estudiantes (LP) | 2 - 6 | Boca Juniors |  |  |

|  | Platense | 1 - 4 | Huracán |  |  |

|  | San Lorenzo | 1 - 0 | Gimnasia y Esgrima (LP) |                             |  |
|  |             |       |                         | Árbitra: Mariana de Almeida |  |

### Fecha 4
|  | Lugano | 0 - 0 | Gimnasia y Esgrima (LP) |  |  |

|  | Huracán | 1 - 8 | San Lorenzo |  |  |

|  | Boca Juniors | 12 - 0 | Platense |  |  |

|  | Excursionistas | 0 - 1 | Estudiantes (LP) |  |  |

| 28 de mayo de 2006 | River Plate                                  | 4 - 2   | Independiente | River Plate, Ezeiza,     |                          |
|                    | María Pía Gómez 34' 51' 80' · Andre Arce 47' | Reporte | - · -         | Árbitra: Salomé Di Iorio | Árbitra: Salomé Di Iorio |

### Fecha 5
| | Independiente | 4 - 4   | Lugano |  |  |
| |               | Reporte |        |  |  |
| Suspendido a los 65 minutos con resultado parcial 3 - 3. Posteriormente se retomó el partido jugando los minutos faltantes. El resultado final fue 4 - 4. |               |         |        |  |  |

| 4 de junio de 2006 | Estudiantes (LP) | 2 - 10  | River Plate | Estudiantes auxiliar, |  |
|                    | - · -            | Reporte | Mercedes Pereyra 1' 14' 25' 65' 77' · Alejandra Giménez 4' · Andre Arce 17' · María Pía Gómez 18' 84' · Joy Cáceres 64' |                       |  |

|  | Platense | 1 - 0 | Excursonistas |  |  |

|  | San Lorenzo | 0 - 0 | Boca Juniors |  |  |

|  | Gimnasia y Esgrima (LP) | 4 - 0 | Huracán |  |  |

### Fecha 6
|  | Lugano | 2 - 0 | Huracán |  |  |

|  | Boca Juniors | 1 - 0 | Gimnasia y Esgrima (LP) |  |  |

|  | Excursonistas | 0 - 1 | San Lorenzo |  |  |

|  | River Plate | 1 - 0 | Platense |  |  |

|  | Independiente | 4 - 2 | Estudiantes (LP) |  |  |

### Fecha 7
| 18 de junio de 2006 | Estudiantes (LP) | 0 - 1   | Lugano         | Estudiantes auxiliar, |  |
|                     |                  | Reporte | Cecilia Juárez |                       |  |

| 17 de junio de 2006 | Platense | 0 - 9   | Independiente | Platense auxiliar,          |                             |
|                     |          | Reporte | Aixa Baumwollspinner · Daiana Cardone · Verónica Roa · Belén Valverde · Silvina Etcheverry · Paola Sergio · Analía Hirmbruchner | Árbitra: Mariana de Almeida | Árbitra: Mariana de Almeida |

| 18 de junio de 2006 | San Lorenzo     | 2 - 0   | River Plate | San Lorenzo auxiliar,               |                                     |
|                     | Mariela Coronel | Reporte |             | Árbitra: Estela Álvarez de Oliveira | Árbitra: Estela Álvarez de Oliveira |

|  | Gimnasia y Esgrima (LP) | 1 - 0 | Excursionistas |  |  |

| 17 de junio de 2006 | Huracán | 0 - 4   | Boca Juniors                                  | Huracán auxiliar, |  |
|                     |         | Reporte | Andrea Ojeda · Miriam Britos · Vanesa Santana |                   |  |

### Fecha 8
|  | Lugano | 0 - 4   | Boca Juniors                                       |  |  |
|  |        | Reporte | Rosana Gómez · Elizabeth Villanueva · Andrea Ojeda |  |  |

|  | Excursionistas | 0 - 1 | Huracán |  |  |

| 23 de julio de 2006 | River Plate          | 1 - 2   | Gimnasia y Esgrima (LP) | River Plate, Ezeiza,      |                           |
|                     | Evangelina Testa 76' | Reporte | - · -                   | Árbitra: Cinthia González | Árbitra: Cinthia González |

|  | Independiente | 0 - 1   | San Lorenzo    |  |  |
|  |               | Reporte | Analía Almeida |  |  |

|  | Estudiantes (LP) | 1 - 0 | Platense |  |  |

### Fecha 9
|  | Platense | 0 - 1 | Lugano |  |  |

|  | San Lorenzo | 1 - 0 | Estudiantes (LP) |  |  |

|  | Gimnasia y Esgrima (LP) | 2 - 0 | Independiente |  |  |

| 16 de julio de 2006 | Huracán | 0 - 5   | River Plate                                                                | La Quemita,             |                         |
|                     |         | Reporte | María Pía Gómez 18' 42' · Catalina Pérez Castaño 30' 35' · Joy Cáceres 76' | Árbitra: Estela Álvarez | Árbitra: Estela Álvarez |

|  | Boca Juniors | 1 - 0 | Excursionistas |  |  |

## Campeón
| XXX                      |
| Boca Juniors 12.º título |